# Giovanni Sansone
Giovanni Sansone (Porto Empedocle, 24 de maio de 1888 — Florença, 13 de outubro de 1979) foi um matemático italiano. Trabalhou com análise matemática.
Obteve um doutorado sob a orientação de Luigi Bianchi.

## Publicações
- Sansone, Giovanni; Gerretsen, Johan (1960) [1947], Lectures on the theory of functions of a complex variable. I. Holomorphic functions, P. Noordhoff, Groningen,
- Sansone, Giovanni; Gerretsen, Johan (1969) [1947], Lectures on the theory of functions of a complex variable. II: Geometric theory, ISBN 978-90-286-0904-4, Wolters-Noordhoff Publishing, Groningen,
- Sansone, Giovanni (1959) [1952], Orthogonal functions, ISBN 978-0-486-66730-0, Interscience Publishers, Inc., New York,